# Zhendeqiao (köpinghuvudort i Kina, Hunan Sheng, lat 29,14, long 111,83)
Zhendeqiao är en köpinghuvudort i Kina. Den ligger i provinsen Hunan, i den södra delen av landet, omkring 150 kilometer nordväst om provinshuvudstaden Changsha. Antalet invånare är 16 742. Befolkningen består av 8 281 kvinnor och 8 461 män. Barn under 15 år utgör 9,0 %, vuxna 15-64 år 77 %, och äldre över 65 år 13,0 %.
Runt Zhendeqiao är det tätbefolkat, med 411 invånare per kvadratkilometer. Närmaste större samhälle är Changde, 17,7 km sydväst om Zhendeqiao. Trakten runt Zhendeqiao består till största delen av jordbruksmark.
Genomsnittlig årsnederbörd är 1 706 millimeter. Den regnigaste månaden är maj, med i genomsnitt 303 mm nederbörd, och den torraste är december, med 32 mm nederbörd.